# Ophyiulus lostiae
Ophyiulus lostiae är en mångfotingart som beskrevs av Filippo Silvestri 1898. Ophyiulus lostiae ingår i släktet Ophyiulus och familjen kejsardubbelfotingar. Inga underarter finns listade i Catalogue of Life.